# Portas da cidade

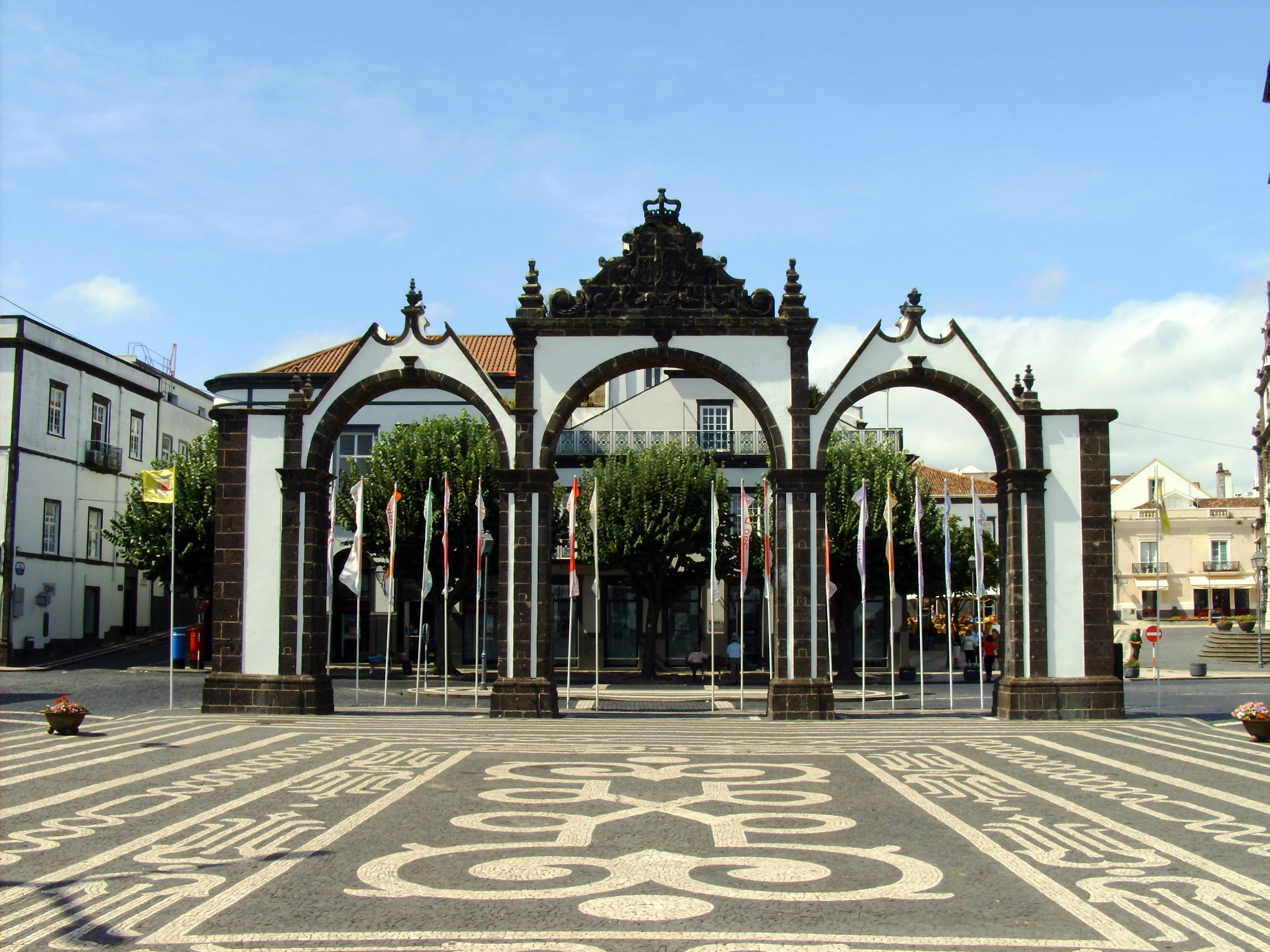
Portas da Cidade de Ponta Delgada, Açores, Portugal

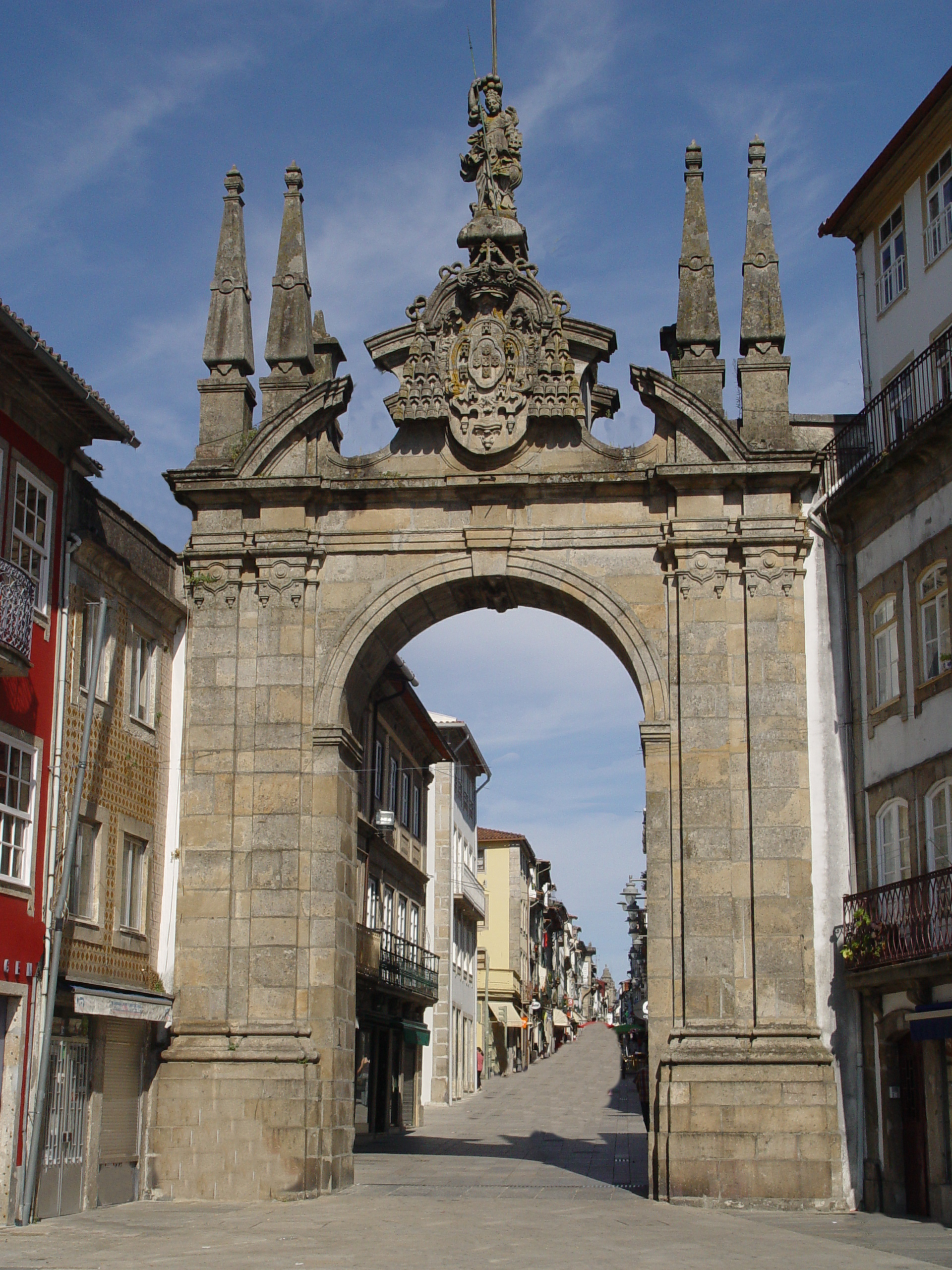
Porta Nova de Braga, Portugal

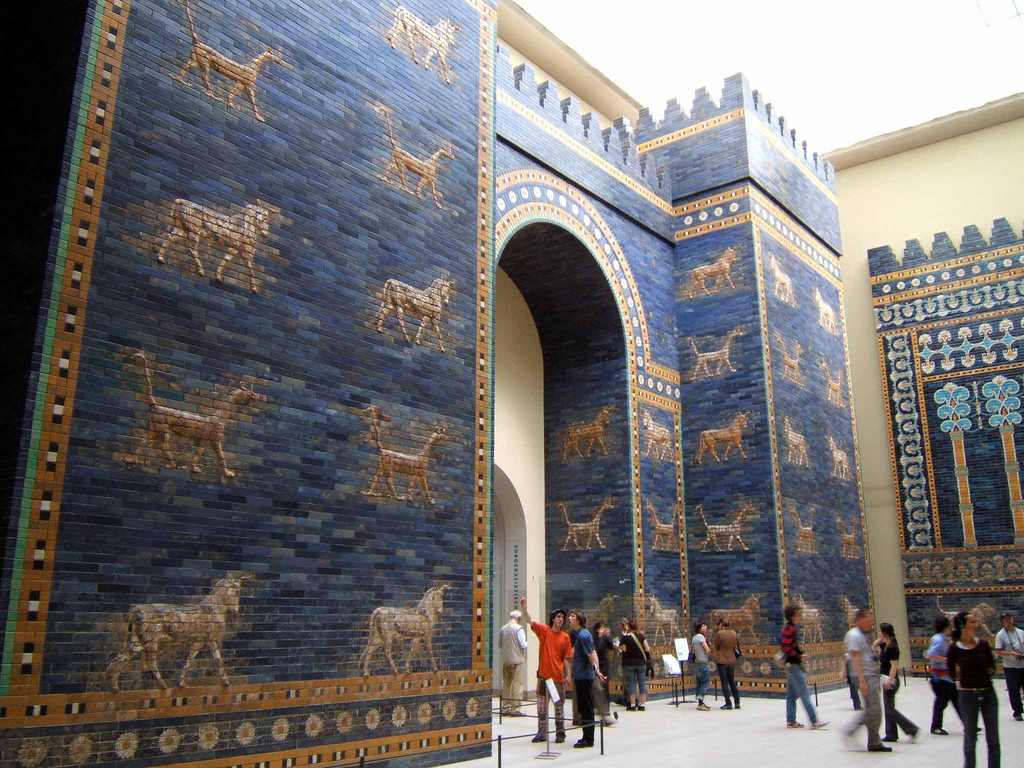
Porta de Istar da Babilónia (atualmente no Museu de Pérgamo, em Berlim)

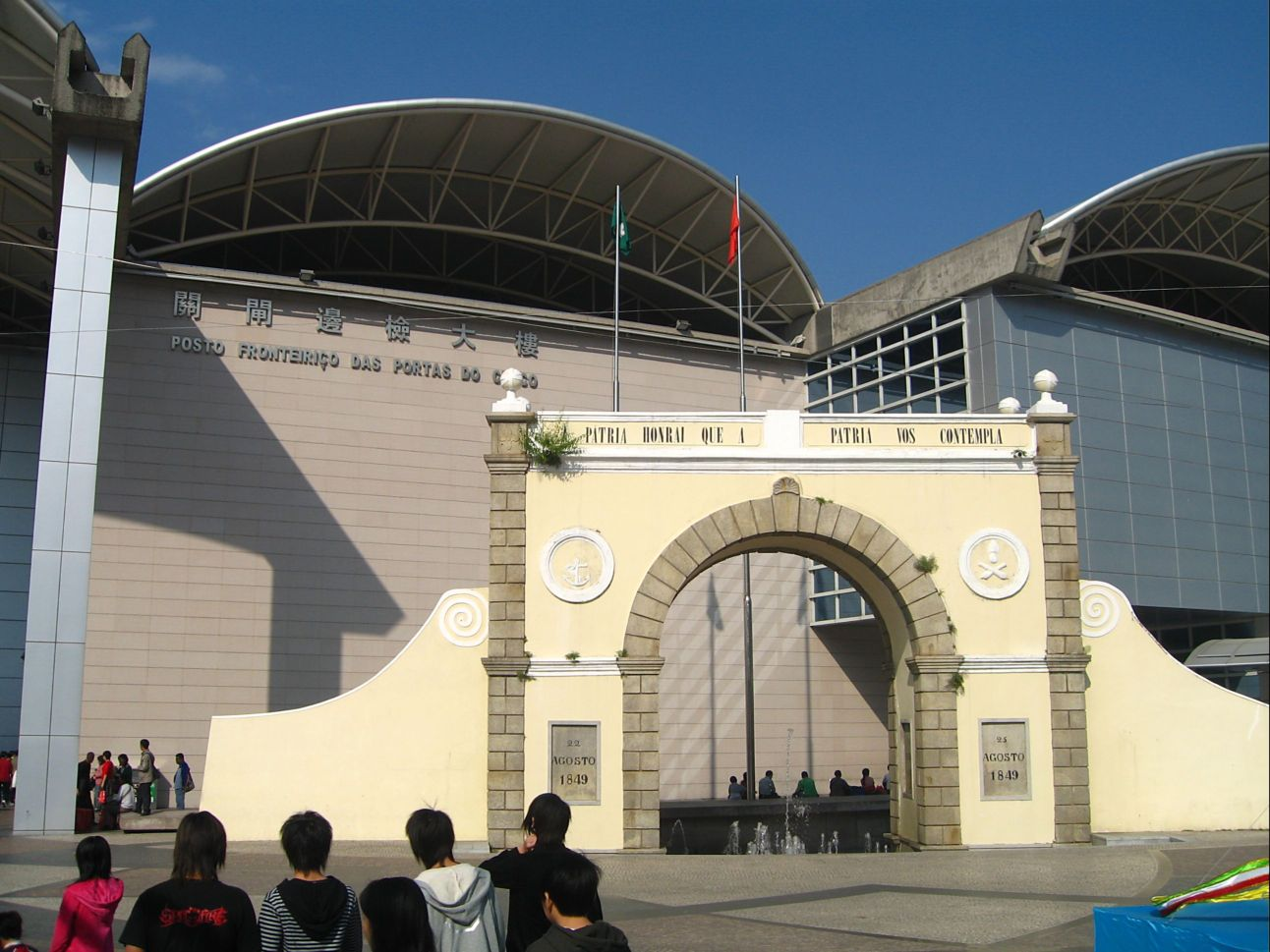
Portas do Cerco de Macau

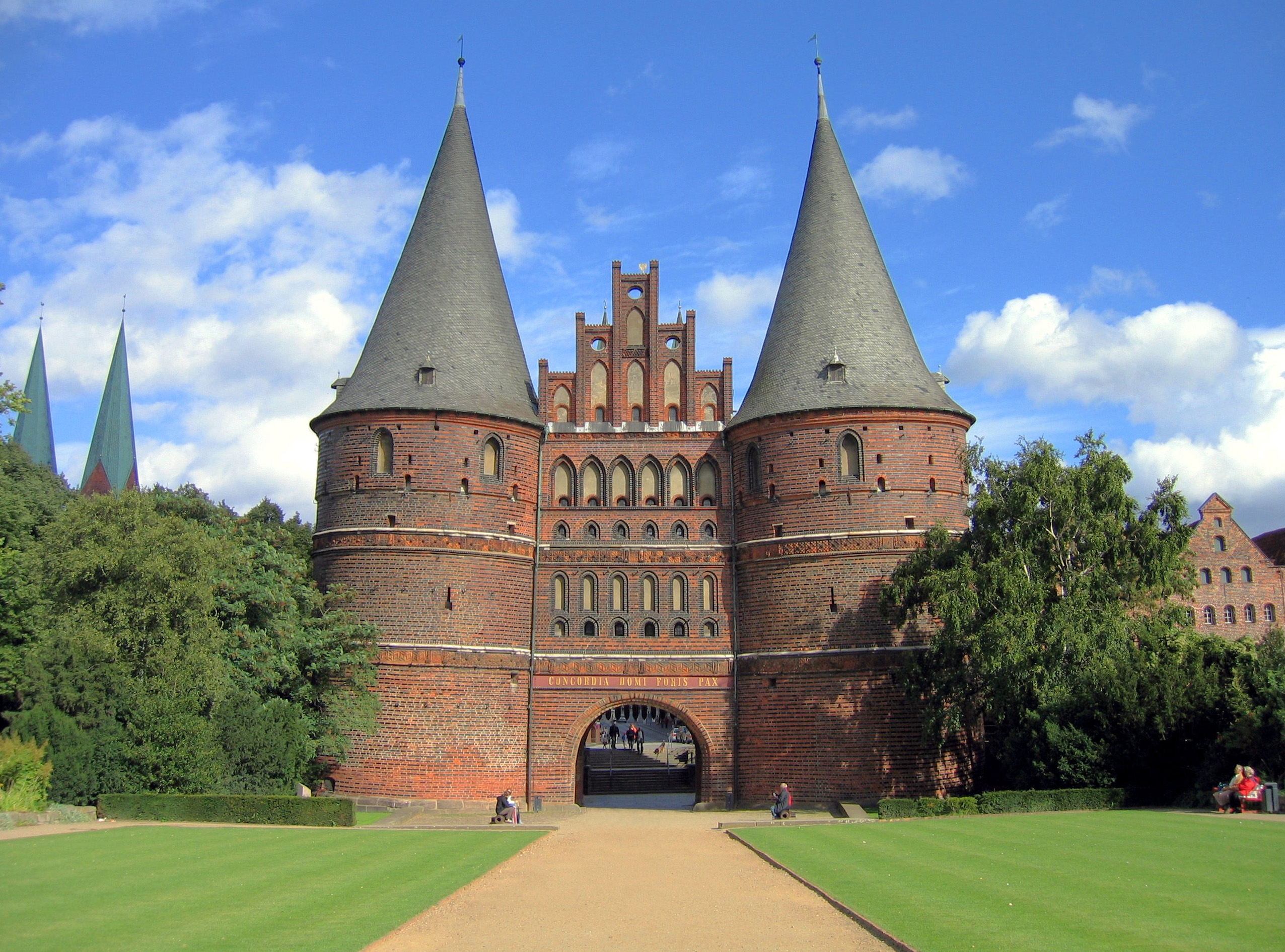
Holstentor de Lubeque, Alemanha

As portas da cidade ou portas da vila faziam parte das muralhas de uma cidade ou vila fortificada. Até à época moderna, constituíam os únicos pontos de entrada dentro das muralhas da povoação.
As portas da cidade estavam, frequentemente, munidas de dispositivos de defesa, como torres flanqueantes, pontes levadiças e grades de ferro ou madeira.
Durante o século XVIII, começaram a ser erigidas portas da cidade sem funções militares. Estas portas podiam ter a função de posto de controlo aduaneiro ou podiam ser, meramente, cerimoniais.
Atualmente, as antigas portas de diversas cidades e vilas tornaram-se nos seus ex-libris turísticos.

## História
As portas das povoações fortificadas faziam parte da sua cintura amuralhada urbana. Ao longo dos tempos, as suas formas foram variando, mas mantiveram o objetivo de permitir uma vigilância e um controlo do fluxo de entrada e saída da zona fortificada.
No Oriente, as portas das cidades tiveram sempre um papel importante. Permitia o acesso às fortificações, à sombra das quais se realizavam as trocas comerciais e se abrigavam as caravanas.
Na Babilónia e na Assíria, no I milênio a.C., as portas das cidades apresentavam-se sob a forma de um bastião que se projetava da muralha. No bastião era aberta uma porta que dava acesso a um pátio interior. Este último era, por vezes, precedido e seguido por pátios menores, todos eles apresentando-se como estrangulamentos no acesso à cidade. Esta disposição permitia aos defensores, agrupados nas muralhas, lançar diversos projéteis sobre os possíveis assaltantes bloqueados nos pátios. As diversas passagens de ligação entre os pátios eram, frequentemente, ornadas de imagens em relevo de génios protetores.
Na Grécia Antiga, os edifícios sagrados eram erigidos sobre colinas fortificadas, às quais se acedia por uma porta monumental. Micenas, Tirinto e Atenas têm exemplos desse tipo de portas.
Os campos fortificados romanos (castros) dispunham de quatro portas abertas nos extremos das duas vias principais, cada qual voltada para um dos quatro pontos cardeais. Essas portas eram a Porta Pretória (norte), a Porta Principal Destra (este), a Porta Principal Sinistra (oeste) e a Porta Decumana (sul). As portas das cidades romanas eram, normalmente, flanqueadas por duas torres de defesa. Para os Romanos, as portas da cidade assumiram uma elevada importância simbólica e mágica, levando-os a construir arcos do triunfo com o mesmo simbolismo das portas, mas, puramente cerimoniais.
As cidades e vilas fortificadas medievais dispunham de portas munidas de uma série de dispositivos defensivos, como as ameias, os mata-cães e as seteiras. Muitas delas, estavam protegidas por um fosso sobre o qual se passava por uma ponte levadiça, que era levantada em caso de ataque. Ao lado das portas principais, muitas vezes, existiam postigos que consistiam em portas estreitas para entrada de pessoas e animais, de modo a evitar que as portas principais estivessem sempre abertas.
Com o desenvolvimento das fortificações abaluartadas, devido ao aperfeiçoamento da artilharia, as portas passaram a ser colocadas no centro da cortina, muitas vezes protegidas por um revelim e uma tenalha.

## Exemplos de portas de cidade
- Arco da Porta Nova, em Braga, Portugal;
- Babel Iêmen em Saná, Iémen;
- Porta de Almedina, em Coimbra, Portugal;
- Porta da Cidade, Valeta, Malta;
- Portão de Brandemburgo, em Berlim, Alemanha;
- 'Porta de Istar, Babilónia;
- Holstentor, em Lubeque, Alemanha;
- Porta da Índia, Nova Deli, Índia;
- Portas de Benfica, em Lisboa, Portugal;
- Portas do Cerco, em Macau;
- Portas da Cidade, em Ponta Delgada, Portugal;
- Portas da Cidade, no Rio de Janeiro, Brasil
- Porta Nigra em Tréveris, Alemanha;
- Puerta de Alcalá, em Madrid, Espanha.